# Mési
Mési är en ort i Grekland.   Den ligger i prefekturen Nomós Imathías och regionen Mellersta Makedonien, i den norra delen av landet, 300 km norr om huvudstaden Aten. Mési ligger 26 meter över havet och antalet invånare är 484.
Terrängen runt Mési är varierad. Runt Mési är det glesbefolkat, med 17 invånare per kvadratkilometer. Närmaste större samhälle är Véroia, 5,3 km väster om Mési. I omgivningarna runt Mési växer i huvudsak blandskog.